# Piramis
Piramis (z węg. „Piramida”) – węgierska rockowa grupa muzyczna.

## Historia
Zespół został założony w Budapeszcie w 1973 roku przez Lajosa Soma. W 1975 roku dołączyli do niego István Bertóti, Péter Gábor, János Tóth, Béla Tóth i Béla Szigeti. Muzycy ci jednak opuścili zespół, a w ich miejsce przyszli Miklós Köves, János Závodi, Péter Gallai, i Tibor Lévai. Spowodowało to zmianę stylu muzycznego grupy, która zaczęła grać hard rock. W tym samym roku zespół wziął udział, wraz z zespołem Mini, w trasie koncertowej po Polsce. Rok później Lévai opuścił zespół. Piramis zaczął być zespołem popularnym, szczególnie wśród węgierskiej młodzieży. Tymczasem Lévaia zastąpił Sándor Révész, który jednak w 1981 roku opuścił zespół. Rok później Piramis rozpadł się. Zespół jednoczył się w latach 1992 oraz 2006, by udzielić koncertów. Na stałe reaktywował się w roku 2009, pod nazwą Piramis Plusz.

## Dyskografia
- I. (1977)
- II. (1978)
- III. (1979)
- A nagy buli (1979, album koncertowy)
- Piramis (1980, album anglojęzyczny)
- Piramis (1980, album hiszpańskojęzyczny)
- Rock Party (1981, album szwedzkojęzyczny)
- Erotika (1981)
- Plusz (1982)
- Aranyalbum (1989, składanka)
- Ajándék (1989, składanka)
- Exclusive (1992, składanka)
- Szeress (1992, album koncertowy)
- Száz év zene (1997, składanka)
- A magyar rockzene hőskora (2000, składanka Reader’s Digest)
- Best Of Piramis (2006, składanka)
- Emberek Emberekért (2007, składanka poświęcona chorym na białaczkę; gościnny występ zespołu)
- Live - Sportaréna 2006 (2007, album koncertowy)